# صاحب عباس
صاحب عباس حسن عبد الرضا التميمي هو لاعب كرة قدم عراقي معتزل من مواليد عام 1973 في كربلاء.

## مسيرته الرياضية
بدأ صاحب عباس مسيرته الكروية في محافظة كربلاء مع الفرق الشعبية حيث لعب مع فريق الازدهار الشعبي وكان تميزه مع هذا الفريق تمهيدا له ومنحة الفرصة للعب مع نادي الجماهير الكربلائي في الدرجة الثانية من الدوري العراقي. وفي موسم 1991 - 1992 انضم إلى فريق صلاح الدين وتمكن في مباراته الأولى في الدوري العراقي مع صلاح الدين من تسجيل هدف في مرمى نادي الصناعة وتألق معة بقية الموسم الامر الذي أثار إعجاب مدرب نادي الزوراء آنذاك أنور جسام به. وفي موسم 1993 - 1994 انتقل إلى نادي الزوراء وحجز مكاناً لة في التشكيلة الاساسية للفريق.

## العقوبة التي تعرض لها
في مباراة فريقة مع نادي (ايست بنغال) الهندي حدث مشكلة واعتداء على مشرف المباراة الأمر الذي أدى إلى أيقاع عقوبة عليه بالرغم من ان جميع الوقائع أكدت أنه بريئ الأمر الذي أدى إلى حرمانه من النشاطات الرياضية لمدة عام كامل.
بعد أن انتهاء العقوبة الاسيوية عاد إلى نادي الزوراء مرة أخرى وسجل الكثير من الاهداف له وحقق نتائج رائعة منها الفوز بالدوري 3 مرات والكأس مرة واحدة الأمر الذي مهد لة الطريق للعب في صفوف المنتخب العراقي عام 1996 بعد استدعاء المدرب عمو بابا إلى صفوف المنتخب الوطني الذي شارك في تصفيات أمم اسيا 1997 حيث كانت هذه المباراة أول مباراة دولية له في مسيرته الكروية ضد الأردن. استمرت مسيرتة مع المنتخب الوطني العراقي حيث شارك في بطولة امم اسيا في الإمارات وفي التصفيات الاسيوية لكأس العالم عام 1997 وبطولة جواهر لال نهرو في الهند عام 1998 .

## تجاربة الاحترافية
في عام 2000 عاد صاحب عباس من تجربة احترافية ناجحة مع نادي الأنصار اللبناني إلى نادي الزوراء الا ان خلاف حدث بين مدرب نادي الزوراء انذاك عدنان حمد ومشرف النادي من جهة وبين صاحب عباس من جهة أخرى. الامر الذي أدى إلى تركه نادي الزوراء وتوجهه لنادي الطلبة. حقق القاب عدة مع هذا النادي منها بطولة الدوري والكأس وبطولة السوبر، وخاض العديد من التجارب الاحترافية حيث لعب مع نادي النجمة اللبناني موسم 1998-1999 ونادي السلام زغرتا اللبناني موسم 1999-2000 ثم لعب مع نادي الحسين اربد الأردني في موسم 2001-2002 , ثم انتقل للعب مع نادي الاهلي البحريني موسم 2002-2003، ثم لعب بعدها مع فريق الشباب البحريني، ثم اختتم مسيرتة الاحترافية في موسم 2004- 2005 نادي البسيتين البحريني حيث حقق الكثير الكثير من الالقاب والانجازات الشخصية في رحلتة الاحترافية.

## الإنجازات الشخصية
- أفضل لاعب محترف في الدوري البحريني موسم 2004 .
- هداف الدوري البحريني موسم 2002 - 2003 مع نادي الاهلي.
- هداف الدوري العراقي موسم 2005 - 2006 مع نادي كربلاء.

## اعتزاله
اعتزل اللعب نهائيا بعد مباراة كلاسيكو الدوري العراقي بين نادي الزوراء ونادي القوة الجوية على ملعب الشعب الدولي يوم 30 - 5 - 2014 والتي انتهت بالتعادل الإيجابي بهدف لكل منهما. ووضع لاعبو الناديين صورته على قمصانهم. حيث يعد أكبر لاعبي الدوري العراقي حتى اعتزاله بعمر 41 عاماً. خاض 20 مباراة دولية سجل خلالها 4 اهداف. وأكثر من 430 مباراة في الدوري العراقي سجل خلالها 177هدفاً. وهو اليوم عضواً في إدارة نادي كربلاء.